# John Almon
John Almon est un journaliste, éditeur, pamphlétaire et écrivain politique anglais du parti whig. Né à Liverpool le 17 décembre 1737, il est décédé le 12 décembre 1805 à Boxmoor House, Hemel Hempstead, Hertfordshire.

## Biographie
En janvier 1770, il est condamné à une amende pour avoir été co-éditeur d'un ouvrage contenant une édition complète du Lettre au Roi (1769) de Junius.
Lié avec John Wilkes, il publie ses écrits et le seconde dans ses attaques contre Lord Bute par son pamphlet Sur les jurés et les libelles (A Letter on Libels, Warrants, Seizure of Papers, etc.).

## Œuvres
En 1763, après la mort de George II (1760), il publie Une Histoire du Parlement de Grande-Bretagne de la mort de la Reine Anne à la mort du Roi George.
On lui doit aussi : 
- A review of the reign of George the Second. In which a new light is thrown on the transactions, and the effects of ministerial influence are traced and laid open (1762)
- 1762 - A review of Mr. Pitt's administration =  Examen de l'Administration de Pitt (1762)[1] ;
- A review of Lord Bute's administration. By the author of the Review of Mr. Pitt's (1763)
- A letter concerning libels, warrants, the seizure of papers, and sureties for the peace or behaviour; with a view to some late proceedings, and the defence of them by the majority (1765)
- The history of the late minority. Exhibiting the conduct, principles, and views, of that party, during the years 1762, 1763, 1764, and 1765 (1766)
- une compilation des débats de la Chambre des communes, The Debates and Proceedings of the British House of Commons (11 volumes de 1766 à 1774)[1] ;
- un journal mensuel sur la Chambre des lords, incluant les débats : Parliamentary Register (17 volumes, de 1774 à 1780)[1] ;
- The peerage of Scotland a genealogical and historical account of all the peers of that ancient kingdom ... (1767)
- A Candid Enquiry Into the Present Ruined State of the French Monarchy. With Remarks on the Late despotick reduction of the interest of the national debt of France (1770)
- A Collection of interesting, authentic papers relative to the dispute between Great Britain and America, shewing the causes and progress of that misunderstanding from 1764 to 1775 (1777)
- The Revolution in MDCCLXXXII Impartially Considered (1782) ;
- Memoirs of a Late Eminent Bookseller (1790)[1] ;
- Anecdotes de la vie du comte de Chatam (The Anecdotes of the Life of the Right Hon. William Pitt, Earl of Chatham) (1792)[1] ;
- Biographical, Literary and Political Anecdotes (1797)[1] ;
- Correspondence of the Late John Wilkes (1805)[1] ;
- Letters of Junius (1806)[1].